# 32618 Leungkamcheung
32618 Leungkamcheung este o planetă minoră (asteroid), cu un diametru de 4,36 km, din centura de asteroizi. A fost descoperită pe 31 august 2001 la Observatorul Desert Eagle de William Kwong Yu Yeung. 
Obiectul prezintă o orbită caracterizată de o semiaxă mare de 2,7008201 UAi, o excentricitate de 0,02, o înclinație de 1,55697 ° în raport cu ecliptica.